# Friedrich Grillo
Friedrich Grillo (Essen, 20 dicembre 1825 – Düsseldorf, 16 aprile 1888) è stato un imprenditore tedesco.

## Biografia
Figlio di un mercante nativo di Essen, di cui la sua famiglia era di origine italiana (i suoi antenati provenivano dalla Valtellina, da cui fuggirono dalle persecuzioni religiose), prese le redini dell'impresa del padre e ampliò la gamma del commercio, diventando un uomo d'affari influente. Grillo era un membro del consiglio di amministrazione e fondatore di diverse compagnie minerarie.
Friedrich Grillo, dopo la sua morte, la sua vedova Wilhelmine Grillo donò la proprietà e due terzi del Grillo-Theater, inaugurato ad Essen nel 1892.